# Sindrome di Asherman
La sindrome di Asherman è una malattia caratterizzata dall'ostruzione della cavità uterina da parte di un tessuto cicatriziale. In questa malattia si creano delle sinechie endouterine, aderenze fibrotiche tenaci che impediscono l'annidamento del prodotto del concepimento.

## Eziologia
La malattia può conseguire a interventi sull'utero o a infezioni dell'endometrio. Donne che hanno effettuato interruzioni di gravidanza volontarie hanno un rischio maggiore di sviluppare la sindrome di Asherman. Difatti, durante il raschiamento, per eliminare il prodotto del concepimento si utilizza la curette che rimuove la decidua all'interno della cavità uterina; qualora la manovra con la curette tagliente venga eseguita in modo troppo energico e si superi lo strato basale dell'endometrio, è possibile che non avvenga una rigenerazione adeguata dello stesso e si abbia, invece, una reazione fibrotica cicatriziale.

## Presentazione clinica
Si accompagna di solito a riduzione del flusso mestruale (ipomenorrea), fino ad amenorrea secondaria ed infertilità.